# Ronald Stampfer
Ronald Stampfer (* 16. Dezember 1976 in St. Gallenkirch, Vorarlberg) ist ein ehemaliger österreichischer Skirennläufer. Der Slalom- und Riesenslalomspezialist gewann zwei Europacuprennen und wurde 1999 Österreichischer Staatsmeister im Slalom.

## Biografie
Seine ersten Erfolge feierte Stampfer im Alter von 12 Jahren, als er 1989 in seiner Altersklasse Österreichischer Schülermeister im Riesenslalom und im Super-G wurde. Fünf Jahre später belegte er bei den Juniorenweltmeisterschaften 1994 die Plätze 7 im Slalom und 14 im Riesenslalom. Im folgenden Jahr kam er bei den Juniorenweltmeisterschaften 1995 nur auf Rang 17 im Slalom und Rang 20 im Riesenslalom.
Ab der Saison 1995/96 startete Stampfer neben FIS-Rennen auch im Europacup. Das beste Resultat war Rang 30 im Riesenslalom von St. Johann. Im nächsten Winter war sein bestes Ergebnis bereits Rang 14 im Slalom von Les Arcs. In der Saison 1997/98 fuhr er im Slalom von Les Menuires und im Riesenslalom von St. Moritz zweimal unter die besten zehn. Die Saison 1998/99 wurde zu Stampfers erfolgreichster im Europacup: Am 16. Dezember 1998 fuhr er mit Rang zwei im Slalom von Obereggen erstmals auf das Podest und am 11. Februar 1999 feierte er im Slalom von Tarvisio seinen ersten Sieg. Mit weiteren drei Platzierungen unter den besten fünf erreichte er hinter Michael Walchhofer den zweiten Platz in der Slalomwertung und Rang vier im Gesamtklassement. Ein weiterer Erfolg gelang ihm bei den Österreichischen Meisterschaften 1999, bei denen er sich vor Mario Matt und Manfred Pranger den Österreichischen Staatsmeistertitel im Slalom sicherte. Im Jänner 1999 hatte Stampfer seine ersten beiden Starts im Weltcup. Im Slalom von Wengen belegte er Rang 23, im Slalom von Kitzbühel qualifizierte er sich nicht für den zweiten Lauf.
Durch seine Leistungen im Europacup hatte Stampfer für die Saison 1999/2000 einen Weltcup-Fixstartplatz im Slalom. In den ersten sechs Rennen kam er jedoch nie in den zweiten Durchgang, erst Ende Februar kam er im Slalom von Yongpyong ins Ziel und belegte Rang 13. Sein bestes Weltcupresultat überhaupt erzielte er am 9. März 2000 im Nachtslalom von Schladming, wo er den siebenten Platz erreichte. Im Europacup feierte Stampfer in diesem Winter im Riesenslalom von Krompachy seinen zweiten Sieg.
Im Winter 2000/01 bestritt Stampfer drei Weltcuprennen. Dabei kam er jedoch nie in den zweiten Durchgang, weshalb er im weiteren Saisonverlauf nur im Europacup startete. Doch auch im Europacup gelangen ihm nach dem vierten und fünften Rang in den Riesenslaloms von Levi zu Saisonbeginn keine weiteren Spitzenresultate. Deshalb verlor er nach der Saison seinen Platz im ÖSV-Kader. Im Winter 2001/02 kam Stampfer nur noch zu drei Europacupeinsätzen, bei denen der 25. Rang im Riesenslalom von Damüls das beste Ergebnis war. Bei FIS-Rennen hatte Stampfer weiterhin Erfolg, allein in dieser Saison gewann er fünf Riesenslaloms. Nach der Saison 2001/02 beendete der Vorarlberger seine Karriere.

## Erfolge

### Weltcup
- Eine Platzierung unter den besten zehn, weitere zweimal unter den besten 25

### Europacup
- Saison 1998/99: 4. Gesamtwertung, 2. Slalomwertung
- Drei Podestplätze, davon zwei Siege:

| Datum            | Ort              | Land     | Disziplin    |
| ---------------- | ---------------- | -------- | ------------ |
| 11. Februar 1999 | Tarvisio         | Italien  | Slalom       |
| 6. Jänner 2000   | Krompachy-Plejsy | Slowakei | Riesenslalom |

### Juniorenweltmeisterschaften
- Lake Placid 1994: 7. Slalom, 14. Riesenslalom
- Voss 1995: 17. Slalom, 20. Riesenslalom

### Weitere Erfolge
- Österreichischer Staatsmeister im Slalom 1999
- 14 Siege in FIS-Rennen (ab Dezember 1994)